# Kurmi

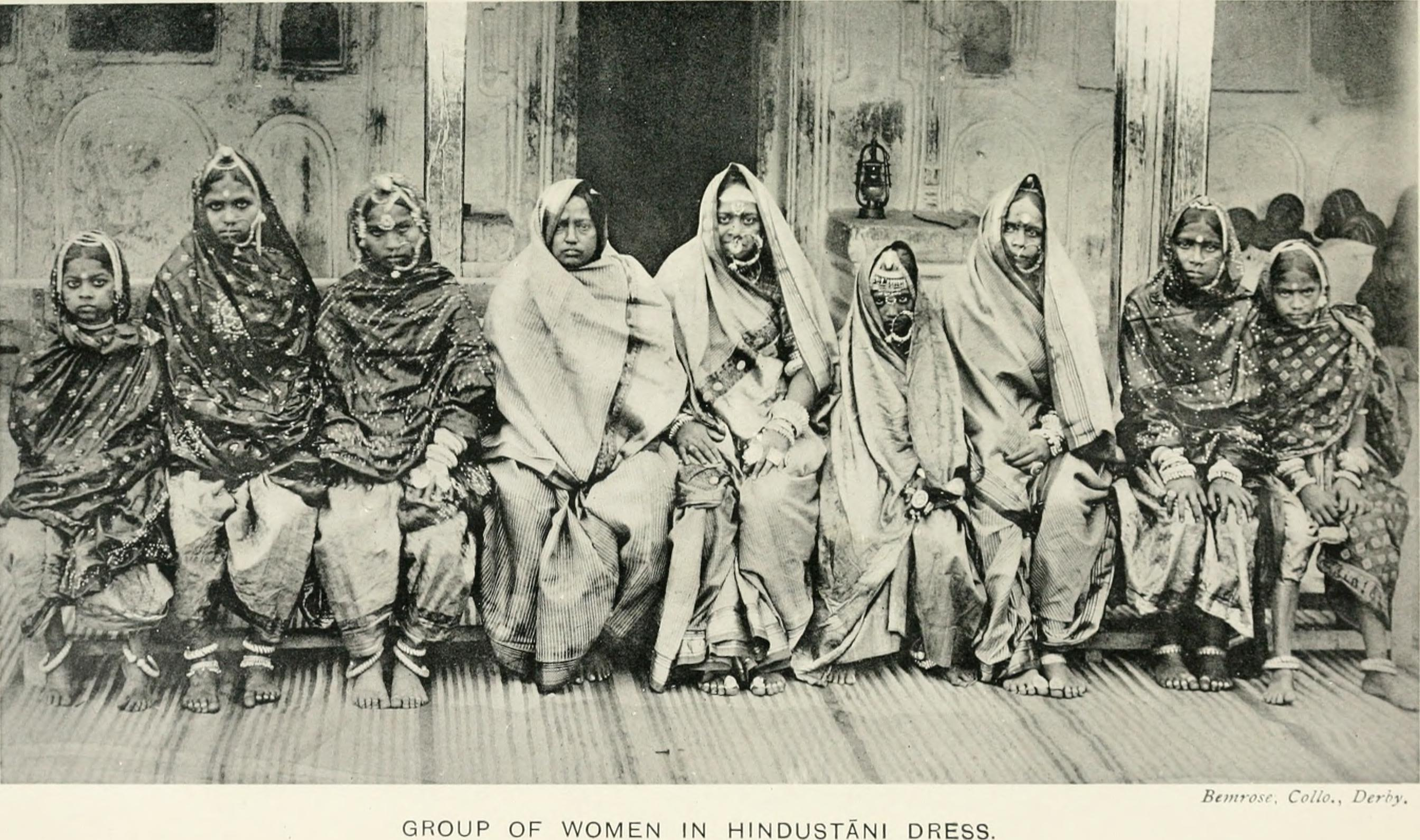
Kurmi-Frauen im hinduistischen Gewand.

Kurmi ist eine hinduistische landwirtschaftliche Kaste in Nordindien.

## Etymologie
Es gibt aus dem späten 19. Jahrhundert mehrere Theorien zur Etymologie von Kurmi. Nach Jogendra Nath Bhattacharya (1896) kann das Wort von einer indischen Stammessprache abgeleitet sein oder ein zusammengesetzter Sanskrit-Begriff, Krishi Karmi = Landwirt. Nach einer Theorie von Gustav Salomon Oppert (1893) ist es eine Ableitung von kṛṣmi, was „der Pflüger“ bedeutet.

## Geschichte

### 18. und 19. Jahrhundert
Aufzeichnungen aus dieser Zeit zeigen, dass die Kurmi im Westen von Bihar ein Bündnis mit den regierenden Ujjainiya Rajputs geschlossen hatten. Viele Führer der Kurmi-Gemeinde kämpften Seite an Seite mit dem Ujjainiya-König, als er 1712 gegen die Moguln rebellierte. Unter den Führern der Kurmi-Gemeinde, die sich seiner Revolte anschlossen, befanden sich Nima Seema Rawat und Dheka Rawat.
Mit dem Niedergang der Mogulherrschaft im frühen 18. Jahrhundert tauchten die Hinterlandbewohner des indischen Subkontinents, von denen viele als Nomaden lebten, häufiger in besiedelten Gebieten auf und interagierten mit Stadtbewohnern und Bauern. Viele neue Herrscher des 18. Jahrhunderts stammten aus solchen nomadischen Verhältnissen. Die Auswirkungen dieser Interaktion auf die indische Gesellschaft dauerten bis weit in die Kolonialzeit hinein. Während eines Großteils dieser Zeit waren nicht-elitäre Ackerbauern und Pastoralisten wie die Kurmi Teil eines sozialen Spektrums, das sich nur undeutlich in die Elite-Landbesitzerklassen auf der einen Seite und die niederen oder rituell „verschmutzenden“ Klassen an der anderen Seite einfügte.
Die Kurmi waren als Gärtner berühmt. In West- und Nord-Awadh zum Beispiel bot der muslimische Adel den Kurmi während eines Großteils des 18. Jahrhunderts ermäßigte Pachten an, um den Dschungel zu kultivieren. Nachdem das Land stabil kultiviert worden war, wurde die Pacht normalerweise auf 30 bis 80 Prozent über dem üblichen Satz angehoben. Obwohl britische Finanzbeamte später die hohen Pachten dem Vorurteil der ländlichen Elite gegen den Umgang mit dem Pflug zuschrieben, lag der Hauptgrund für die höhere Produktivität der Kurmi in der überlegenen Methode der Düngung. Laut dem Historiker Christopher Bayly düngten die meisten Bauern nur das Land unmittelbar um das Dorf herum und nutzten dieses Land für den Anbau von Getreide. Die Kurmis dagegen verwendeten den Dung nicht als Brennstoff, sondern düngten auch das weniger fruchtbare Land weiter vom Dorf entfernt (das Manjha). Sie konnten daher unmittelbar am Dorf wertvolle Kulturen wie Kartoffeln, Melonen und Tabak anbauen, feinere Saaten kultivieren und die Subsistenzkulturen von Hirse auf die Peripherie beschränken. Ein Netzwerk von Ganjs (festen ländlichen Märkten) und Siedlungen von Kurmi oder Kacchi konnte eine lokale Wirtschaft innerhalb von ein oder zwei Jahren verändern. Auch interkulturelle Einflüsse waren zu spüren. Hinduistische Ackerbauern verehrten  in den kleinen Städten auch muslimische Schreine, die von ihren muslimischen Oberherren gegründet wurden. Die hinduistischen Kurmi, Chunar und Jaunpur übernahmen den muslimischen Brauch, erste Cousins zu heiraten und Tote zu begraben. In einigen Regionen führte der Erfolg der Kurmi als Ackerbauer zu Landbesitz und zu hohem Statusgewinn.
Im späten 18. Jahrhundert, als Asaf-Ud-Dowlah, der vierte Nawab von Awadh, versuchte, einer Gruppe einflussreicher Ayodhya Kurmi den kshatriya-Titel Raja zu verleihen, wurde er von einer vereinten Opposition der Rajputen daran gehindert, die selbst Neuankömmlinge am Hof und erst einige Jahre zuvor Bauernsoldaten gewesen waren.0 Obwohl die freien Bauernhöfe im 18. Jahrhundert in vielen Teilen Nordindiens die Haupterzeuger von Agrarprodukten waren, führte in einigen Regionen ein Bündel von klimatischen, politischen und demografischen Faktoren zu einer zunehmenden Abhängigkeit von Bauern wie den Kurmi. In der Benares-Division, die 1779 unter die Einnahmen der British East India Company fiel, reduzierten die Hungersnot in Chalisa von 1783 und die unerbittliche Nachfrage nach festen Einnahmen den Status vieler Kurmi-Kultivierender.
In der ersten Hälfte des 19. Jahrhunderts nahm der wirtschaftliche Druck auf die großen Landbesitzerklassen merklich zu. Die Preise für Ackerland fielen zur gleichen Zeit, als die East India Company nach dem Erwerb der Ceded and Conquered Provinces (später der North-Western Provinces) im Jahr 1805 begann, die Landbesitzer zu mehr Landeinnahmen zu drängen. Die Annexion von Awadh im Jahr 1856 verursachte mehr Angst und Unzufriedenheit unter der Landelite und könnte zur indischen Rebellion von 1857 beigetragen haben. Der wirtschaftliche Druck öffnete auch Randgebiete für eine intensive Landwirtschaft und veränderte die Lage der Nicht-Elite-Bauern wie der Kurmi. Nach dem Aufstand versuchten die Landbesitzerklassen, die im neuen britischen Raj besiegt, aber immer noch wirtschaftlich unter Druck gesetzt wurden, ihre Pächter und Arbeiter als Menschen mit geringer Geburt zu ächten und von ihnen unbezahlte Arbeit zu fordern. Zur gleichen Zeit gab es eine Zunahme brahmanischer Rituale im täglichen Leben der Elite, eine stärkere Betonung der reinen Blutlinien, strengere Regeln für Eheschließungen und, wie von einigen damaligen Sozialreformern festgestellt, eine Zunahme des weiblichen Kindsmordes, eine Praxis, die unter den Kurmi kaum praktiziert wurde.

### 20. Jahrhundert
Als der wirtschaftliche Druck auf die Landgruppen der Patrizier im weiteren Verlauf des 19. Jahrhunderts und bis in das frühen 20. Jahrhundert andauerte, gab es eine zunehmende Nachfrage nach unbezahlter Arbeit, die sich an die Kurmi und andere nicht-elitäre Bauern richtete. Die Forderungen der Landeliten wurden in Bekenntnissen zu ihren alten Rechten als „zweimal geborene“ Landbesitzer und zu dem angeblich niedrigen, sogar unterlegenen Status der Kurmi begründet, der ihren Dienst erforderte. Zuweilen von britischen Beamten ermutigt und zuweilen von der Grundwelle einer egalitären Stimmung getragen, die dann von den Vaishnava-Bewegungen vertreten wurde, insbesondere von denen, die auf Tulsidas 'Ramcharitmanas basierten, widersetzten sich die Kurmi diesen Forderungen weitgehend. Ihr Widerstand bestand jedoch nicht in der prinzipiellen Ablehnung des Kastensystems, sondern in der Uneinigkeit darüber, wo sie in der Kastenrangliste standen. Ein Merkmal der resultierenden Kurmi-kshatriya-Bewegung war die Führung durch gebildete Kurmi, die nun die unteren und mittleren Ebenen der Regierungsstellen besetzten.
Der erste Kurmi-Kastenverband wurde 1894 in Lucknow gegründet, um gegen die Rekrutierungsmethoden der Polizei zu protestieren. Es folgte eine Organisation in Awadh, die andere Gemeinschaften – wie die Patidare, Marathas, Kapus, Reddys und Naidus – unter dem Dach des Namens Kurmi zusammenbringen wollte. Dieses Gremium setzte sich dafür ein, dass Kurmi-Angehörige sich bei der Volkszählung von 1901 als Kshatriya klassifizierten, und führte 1910 zur Bildung des All India Kurmi Kshatriya Mahasabha. Gleichzeitig prangerten neu gegründete Bauerngewerkschaften oder Kisan Sabhas – bestehend aus Bauern und Pastoralisten, von denen viele Kurmi, Ahir und Yadav (Goala) waren und von hinduistischen Bettlern wie Baba Ram Chandra und Swami Sahajanand Saraswati inspiriert waren – welche Brahman und Rajput Vermieter als ineffizient und ihre Moral als falsch bezeichneten. Im ländlichen Ganges-Tal von Bihar und den östlichen Provinzen Indiens waren die Bhakti-Kulte von Rama aus der hinduistischen Tradition, und Krishna seit langem unter den Kurmi und Ahir verwurzelt. Die Führer der Kisan Sabhas forderten ihre Anhänger von Kurmi und Ahir auf, Anspruch auf den Kshatriya-Rang zu erheben. Die Kisan Sabhas förderten das, was als soldatische QSualität beworben wurde, und setzten sich für den Eintritt von Nicht-Elite-Bauern in die britisch-indische Armee während des Ersten Weltkriegs ein.
1930 schlossen sich die Kurmi von Bihar mit den Bauern von Yadav und Koeri zusammen, um an Kommunalwahlen teilzunehmen. Sie verloren, gründeten aber 1934 mit drei Gemeinden die politische Partei Triveni Sangh, die bis 1936 angeblich eine Million Mitglieder hatte, welche Beiträge zahlten. Die Organisation wurde jedoch durch die Konkurrenz der vom Kongress unterstützten Backward Class Federation behindert, die sich um die zur gleichen Zeit und durch Kooperation von Gemeindevorstehern und der Kongresspartei bildete. Der Triveni Sangh litt bei den Wahlen von 1937 schwer, obwohl er in einigen Bereichen siegte. Die Organisation litt auch unter Kastenrivalitäten, insbesondere unter den überlegenen organisatorischen Fähigkeiten der höheren Kasten, die sich dagegen aussprachen, sowie unter der Unfähigkeit der Yadav, ihre Meinung aufzugeben, sie seien natürliche Führer und die Kurmi seien  minderwertig. Ähnliche Probleme betrafen eine später geplante Kastenvereinigung, den Raghav Samaj, mit den Koeri.
In den 1970er Jahren versuchte die indische Kurmi Kshatriya Sabha, die Koeri zu integrieren, aber Uneinigkeit beeinträchtigte dieses Bündnis.
Zwischen den 1970er und 1990er Jahren entstanden in Bihar viele Privatarmeen auf Kastenbasis, die weitgehend von Bauern getragen wurden, und die auf den wachsenden Einfluss linksextremistischer Gruppen reagierten. Unter diesen befand sich die Bhumi Sena, deren Mitglieder sich hauptsächlich aus Jugendlichen mit kurmischer Herkunft rekrutierten. Bhumi Sena war in der Region Patna sehr gefürchtet und hatte auch Einfluss auf die Distrikte Nalanda, Jehanabad und Gaya.